# Sharon Fichman
Sharon Fichman (Toronto, 3 dicembre 1990) è una tennista canadese inattiva dal 2021.

## Biografia
I suoi genitori sono entrambi ingegneri. Di religione ebraica, vive nella sua città natale, Toronto.

## Carriera
A livello juniores è arrivata in finale all'US Open 2006 - Doppio ragazze, incontrando Mihaela Buzărnescu e Ioana Raluca Olaru che hanno sconfitto lei e Anastasija Pavljučenkova con un punteggio di 7-5, 6-2; nell'singolo della stessa edizione eliminata nei quarti di finale da Kateřina Vaňková. Ha invece vinto l'Australian Open junior 2006 doppio femminile con la russa Anastasija Pavljučenkova sconfiggendo Alizé Cornet e Corinna Dentoni con un punteggio di 6-2, 6-2
Come professionista è arrivata nel 2009 in finale all'Estoril Open 2009 - Doppio femminile dove con Katalin Marosi è stata sconfitta da Raquel Kops-Jones e Abigail Spears: dopo aver vinto il primo set per 6–3 ha perso gli altri due 3-6 5-10 in una sfida sofferta.
Nel 2010 ha preso parte al Family Circle Cup 2010 - Singolare venendo subito eliminata da Magdaléna Rybáriková, mentre all'Abierto Mexicano Telcel 2010 - Singolare femminile è arrivata ai quarti dove ha perso contro Edina Gallovits.

## Statistiche WTA

### Doppio

#### Vittorie (4)
| Legenda               | Legenda      |
| --------------------- | ------------ |
| Grande Slam (0)       |              |
| Ori Olimpici (0)      |              |
| WTA Finals (0)        |              |
| WTA Elite Trophy (0)  |              |
| Dal 2009 al 2020      | Dal 2021     |
| Premier Mandatory (0) | WTA 1000 (1) |
| Premier 5 (0)         | WTA 1000 (1) |
| Premier (0)           | WTA 500 (0)  |
| International (3)     | WTA 250 (0)  |

| N. | Data           | Torneo                            | Superficie  | Compagna            | Avversarie in finale                    | Punteggio           |
| 1. | 4 gennaio 2014 | ASB Classic, Auckland             | Cemento     | Maria Sanchez       | Lucie Hradecká Michaëlla Krajicek       | 2-6, 6-0, [10-4]    |
| 2. | 28 luglio 2019 | Baltic Open, Jūrmala              | Terra rossa | Nina Stojanović     | Jeļena Ostapenko Galina Voskoboeva      | 2-6, 7-6(1), [10-6] |
| 3. | 8 marzo 2020   | Abierto GNP Seguros, Monterrey    | Cemento     | Kateryna Bondarenko | Miyu Katō Wang Yafan                    | 4-6, 6-3, [10-7]    |
| 4. | 16 maggio 2021 | Internazionali BNL d'Italia, Roma | Terra rossa | Giuliana Olmos      | Kristina Mladenovic Markéta Vondroušová | 4-6, 7-5, [10-5]    |

#### Sconfitte (4)
| Legenda               | Legenda      |
| --------------------- | ------------ |
| Grande Slam (0)       |              |
| Argenti Olimpici (0)  |              |
| WTA Finals (0)        |              |
| WTA Elite Trophy (0)  |              |
| Dal 2009 al 2020      | Dal 2021     |
| Premier Mandatory (0) | WTA 1000 (0) |
| Premier 5 (0)         | WTA 1000 (0) |
| Premier (0)           | WTA 500 (0)  |
| International (4)     | WTA 250 (0)  |

| N. | Data             | Torneo                                  | Superficie  | Compagna            | Avversarie in finale                         | Punteggio           |
| 1. | 9 maggio 2009    | Estoril Open, Estoril                   | Terra rossa | Katalin Marosi      | Raquel Kops-Jones Abigail Spears             | 6-2, 3-6, [5-10]    |
| 2. | 9 febbraio 2011  | Copa Colsanitas, Bogotà                 | Terra rossa | Laura Pous Tió      | Edina Gallovits-Hall Anabel Medina Garrigues | 6-2, 6(8)-7, [9-11] |
| 3. | 25 maggio 2019   | Nürnberger Versicherungscup, Norimberga | Terra rossa | Nicole Melichar     | Gabriela Dabrowski Xu Yifan                  | 6-4, 6(5)-7, [5-10] |
| 4. | 29 febbraio 2020 | Abierto Mexicano Telcel, Acapulco       | Cemento     | Kateryna Bondarenko | Desirae Krawczyk Giuliana Olmos              | 3-6, 6(5)-7         |

## Circuito WTA 125

### Doppio

#### Sconfitte (1)
| N. | Data             | Torneo                               | Superficie | Compagna      | Avversarie in finale      | Punteggio        |
| 1. | 16 novembre 2019 | Challenger Series - Houston, Houston | Cemento    | Ena Shibahara | Ellen Perez Luisa Stefani | 6-1, 4-6, [5-10] |

## Grand Slam Junior

### Doppio

#### Vittorie (2)
| Tornei del Grande Slam  |
| ----------------------- |
| Australian Open (1)     |
| Open di Francia (1)     |
| Torneo di Wimbledon (0) |
| US Open (0)             |

| N. | Data            | Torneo                     | Superficie  | Compagna                 | Avversarie in finale                   | Punteggio        |
| 1. | 28 gennaio 2006 | Australian Open, Melbourne | Cemento     | Anastasija Pavljučenkova | Alizé Cornet Corinna Dentoni           | 6-2, 6-2         |
| 2. | 10 giugno 2006  | Open di Francia, Parigi    | Terra rossa | Anastasija Pavljučenkova | Agnieszka Radwańska Caroline Wozniacki | 6(4)-7, 6-2, 6-1 |

#### Sconfitte (1)
| Tornei del Grande Slam  |
| ----------------------- |
| Australian Open (0)     |
| Open di Francia (0)     |
| Torneo di Wimbledon (0) |
| US Open (1)             |

| N. | Data             | Torneo            | Superficie | Compagna                 | Avversarie in finale                  | Punteggio |
| 1. | 9 settembre 2006 | US Open, New York | Cemento    | Anastasija Pavljučenkova | Mihaela Buzărnescu Ioana Raluca Olaru | 5-7, 2-6  |

## Risultati in progressione
| Sigla | Risultato               |
| ----- | ----------------------- |
| V     | Vincitore               |
| F     | Finalista               |
| SF    | Semifinalista           |
| O     | Oro olimpico            |
| A     | Argento olimpico        |
| SF    | Bronzo olimpico         |
| QF    | Quarti di Finale        |
| 4T    | Quarto turno            |
| 3T    | Terzo turno             |
| 2T    | Secondo turno           |
| 1T    | Primo turno             |
| RR    | Round Robin             |
| LQ    | Turno di qualificazione |
| A     | Assente                 |
| ND    | Non disputato           |

| Legenda superfici    |
| -------------------- |
| Cemento              |
| Terra battuta        |
| Erba                 |
| Superficie variabile |

### Singolare
| Tornei del Grande Slam |     |     |     |     |     |     |     |       |     |    |
| Australian Open        | A   | Q2  | A   | A   | Q1  | Q1  | A   | 0 / 0 | 0–0 | 0% |
| Open di Francia        | A   | A   | A   | Q1  | Q2  | 1T  |     | 0 / 1 | 0–1 | 0% |
| Wimbledon              | Q1  | A   | A   | Q1  | Q1  | 1T  |     | 0 / 1 | 0–1 | 0% |
| US Open                | Q2  | Q3  | Q2  | Q2  | 1T  | 1T  |     | 0 / 2 | 0–2 | 0% |
| Vittorie-sconfitte     | 0–0 | 0–0 | 0–0 | 0–0 | 0–1 | 0–3 | 0-0 | 0 / 4 | 0–4 | 0% |

### Doppio
| Tornei del Grande Slam |     |     |     |     |     |   |       |     |     |
| Australian Open        | 1T  | A   | A   | A   | 1T  | A | 0 / 2 | 0–2 | 0%  |
| Open di Francia        | A   | A   | A   | A   | 2T  |   | 0 / 1 | 1–1 | 50% |
| Wimbledon              | A   | A   | Q2  | Q1  | 1T  |   | 0 / 1 | 0–1 | 0%  |
| US Open                | A   | A   | A   | 2T  | 1T  |   | 0 / 2 | 1–2 | 33% |
| Vittorie-sconfitte     | 0–1 | 0–0 | 0–0 | 1–1 | 1–3 |   | 0 / 6 | 2–6 | 25% |